# Tjakvi
Tjakvi (georgiska: ჩაქვი) är en daba (stadsliknande ort) och semesterort vid svarta havskusten i västra Georgien.
I juli 2007 byggdes en radarstation i Tjakvi, för 600.000 dollar under överinseende av United States Army Corps of Engineers. Den servar både den kommersiella och den militära hamnen.